# آوزورا بانک

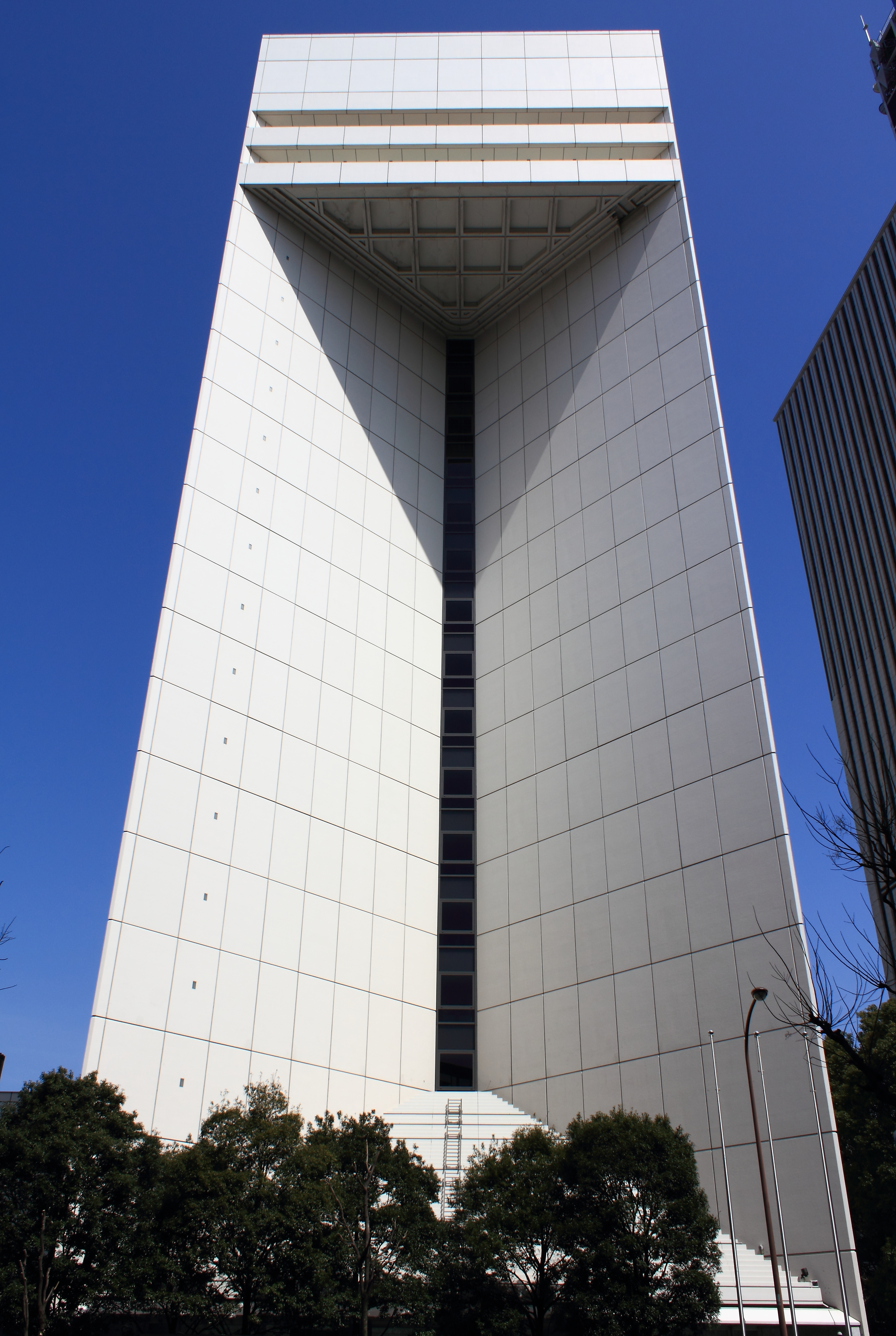
ساختمان شعبه مرکزی آوزورا بانک در چیودا، توکیو

آوزورا بانک (به ژاپنی: あおぞら銀行) شرکت خدمات مالی و بانکداری ژاپنی است، که در زمینه ارائه خدمات بانکداری خرد، بانکداری سرمایه‌گذاری، بانکداری شرکتی، بانکداری الکترونیک، سرمایه‌گذاری‌های خطرپذیر، مدیریت دارایی و قرض‌های بی‌وثیقه فعالیت می‌کند.
آوزورا بانک در سال ۱۹۵۷ تحت نام نیپون کردیت بانک تأسیس شد. این بانک در سال ۲۰۰۰ توسط کنسرسیومی متشکل از سافت‌بانک، اوریکس و توکیو مارین، این بانک را به ارزش ۸۰ میلیارد ین خریداری نمود و در سال ۲۰۰۱ نام آن به آوزورا بانک تغییر پیدا کرد.
شعبه مرکزی این بانک در منطقه چیودا شهر توکیو قرار دارد و بخشی از سهام آن در بازارهای بورس توکیو و بورس فرانکفورت معامله می‌شود.
توکیو مارین با ۲۹٫۳ درصد و مدیریت سرمایه سربروس با در اختیار داشتن ۴۸٫۷ درصد از سهام آوزورا بانک، بزرگ‌ترین سهام‌داران آن به‌شمار می‌آیند.